# Farid
Farid  è un nome proprio di persona arabo, persiano, urdu e azero maschile; è scritto فريد in arabo e فرید in persiano e urdu, ed è traslitterato anche come Fareed.

## Varianti
- Arabo
  - Femminili: فريدة (Farida)[3][4][5]
- Azero: Fərid[1]

### Varianti in altre lingue
- Bosniaco: Ferid[1]
  - Femminili: Ferida
- Turco: Ferit[1]
  - Femminili: Feride[5]

## Origine e diffusione
È basato sul verbo arabo فرد (farada, "essere unico"), e vuol dire quindi "unico", "prezioso". È diffuso in Medio oriente, nei Balcani, in Nord Africa e Sud-est asiatico.

## Persone
- Farid al-Din 'Attar, mistico e poeta persiano
- Farid al-Atrash, compositore, cantante e attore siriano
- Farid Bang, rapper tedesco
- Farid Simaika, tuffatore egiziano
- Farid Talhaoui, calciatore francese naturalizzato marocchino

### Variante Fareed
- Fareed Majeed, giocatore di calcio iracheno
- Fareed Zakaria, giornalista indiano naturalizzato statunitense

### Altre varianti maschili
- Fərid Ələkbərli, storico azero
- Ferid Murad, medico e farmacologo statunitense
- Fərid Məmmədov, cantante azero

### Variante femminile Farida
- Farida d'Egitto, regina consorte d'Egitto
- Farida Azizova, taekwondoka azera
- Farida Jalal, attrice indiana
- Farida Waller, modella tailandese

### Variante femminile Ferida
- Ferida Duraković, poetessa e giornalista bosniaca

## Personaggi fittizi
- Farid è un personaggio del romanzo di Cornelia Funke Cuore d'inchiostro, e del film da esso tratto Inkheart - La leggenda di cuore d'inchiostro.
- Farid è un personaggio del videogioco Call of Duty: Black Ops II
- Ferid Bathory è un personaggio del manga Owari no Seraph.